# Dystrykt Guarda
Dystrykt Guarda (port. Distrito da Guarda IPA: /'gwaɾdɐ/) – jednostka administracyjna pierwszego rzędu w północnej Portugalii. Ośrodkiem administracyjnym dystryktu jest miasto Guarda, innymi ważnymi miastami są Montemor-o-Novo i Estremoz. Położony jest na terenie regionu Centrum i częściowo Północ, od północy graniczy z dystryktem Bragança, od wschodu z Hiszpanią, od południa z dystryktem Castelo Branco a od zachodu z dystryktami Coimbra i Viseu. Powierzchnia dystryktu wynosi 5518 km², zamieszkuje go 173 716 osób, gęstość zaludnienia wynosi 32 os./km².
W skład dystryktu Guarda wchodzi 14 gmin:
- Aguiar da Beira
- Almeida
- Celorico da Beira
- Figueira de Castelo Rodrigo
- Fornos de Algodres
- Gouveia
- Guarda
- Manteigas
- Mêda
- Pinhel
- Sabugal
- Seia
- Trancoso
- Vila Nova de Foz Côa